# Ignatius Donnelly
Ignatius Donnelly, né le 3 novembre 1831 et mort le 1er janvier 1901, est un membre du Congrès américain et un écrivain populiste. Il a été membre du Parti populiste et scientifique amateur. Il est aujourd'hui principalement connu pour ses théories sur l'Atlantide, le catastrophisme (notamment l'idée d'un ancien événement d'impact affectant les civilisations anciennes) et la paternité des pièces de Shakespeare, idées que les historiens modernes considèrent comme de la pseudo-science et de la pseudo-histoire. 
L'œuvre écrite de Donnelly correspond à celle d'autres personnalités de la fin du XIXe siècle et du début du XXe siècle, telles que Helena Blavatsky, Rudolf Steiner et James Churchward.
Des universitaires et des scientifiques ont rejeté les écrits de Donnelly sur l'Atlantide. Il a été décrit comme un partisan de la pseudo-science,. Gordon Stein a noté que « la plupart des propos de Donnelly étaient très discutables ou carrément incorrects. »

## Biographie
Donnelly est le fils de Philip Carrol Donnelly, un immigrant catholique irlandais qui s'était installé à Philadelphie, en Pennsylvanie. Sa sœur était l'écrivain Eleanor C. Donnelly. Le 29 juin 1826, Philip avait épousé Catherine Gavin, une Américaine de deuxième génération d'origine irlandaise. Son père, après avoir commencé comme colporteur, a étudié la médecine au Philadelphia College of Medicine. Il contracta plus tard le typhus d'un patient et mourut à l'âge de 31 ans, laissant sa femme avec cinq enfants.
Catherine a pris soin de ses enfants en tenant une boutique de prêt sur gage. Ignatius, son plus jeune fils, est entré à la prestigieuse Central High School, la deuxième plus ancienne école secondaire publique des États-Unis. Il y étudie sous la présidence de John S. Hart, excellant principalement en littérature.
Donnelly décide de devenir avocat et travaille pour Benjamin Brewster, qui deviendra plus tard procureur général des États-Unis. Donnelly a été admis au barreau en 1852. En 1855, il épouse Katherine McCaffrey, avec qui il a eu trois enfants. En 1855, il démissionne de son internat, entre en politique et participe à des projets de logements communaux. Il quitte l'Église catholique dans les années 1850 et n'a plus jamais été actif dans aucun groupe religieux.
Donnelly déménage dans le territoire du Minnesota en 1857, au milieu de rumeurs de scandale financier, et s'installe dans le comté de Dakota. Il fonde une communauté utopique appelée Nininger City, avec plusieurs partenaires. Cependant, la dépression de 1857 ruine la tentative de coopérative agricole et communautaire, et laisse Donnelly profondément endetté.
Donnelly se lance dans la politique et occupe le poste de lieutenant-gouverneur du Minnesota de 1860 à 1863. Il a été député républicain radical du Minnesota aux 38e, 39e et 40e Congrès (1863-1869), sénateur d'État de 1874 à 1878 et de 1891 à 1894, et représentant d'État de 1887 à 1888 et de 1897 à 1898. En tant que législateur, il a plaidé pour l'extension des pouvoirs du Freedmen's Bureau afin de fournir une éducation aux affranchis pour qu'ils puissent se protéger eux-mêmes après la fermeture du Bureau. Donnelly a également été un partisan précoce du droit de vote des femmes. Après avoir quitté le Sénat de l'État du Minnesota en 1878, il retourne à sa pratique du droit et à l'écriture.
Sa femme Katherine décède en 1894. En 1898, il épouse sa secrétaire, Marian Hanson. Donnelly décède le 1er janvier 1901 à Minneapolis, Minnesota, à l'âge de 69 ans. Il est enterré au cimetière Calvary à St. Paul, Minnesota. Ses papiers personnels sont conservés à la Société historique du Minnesota